# مدرسه فیلم

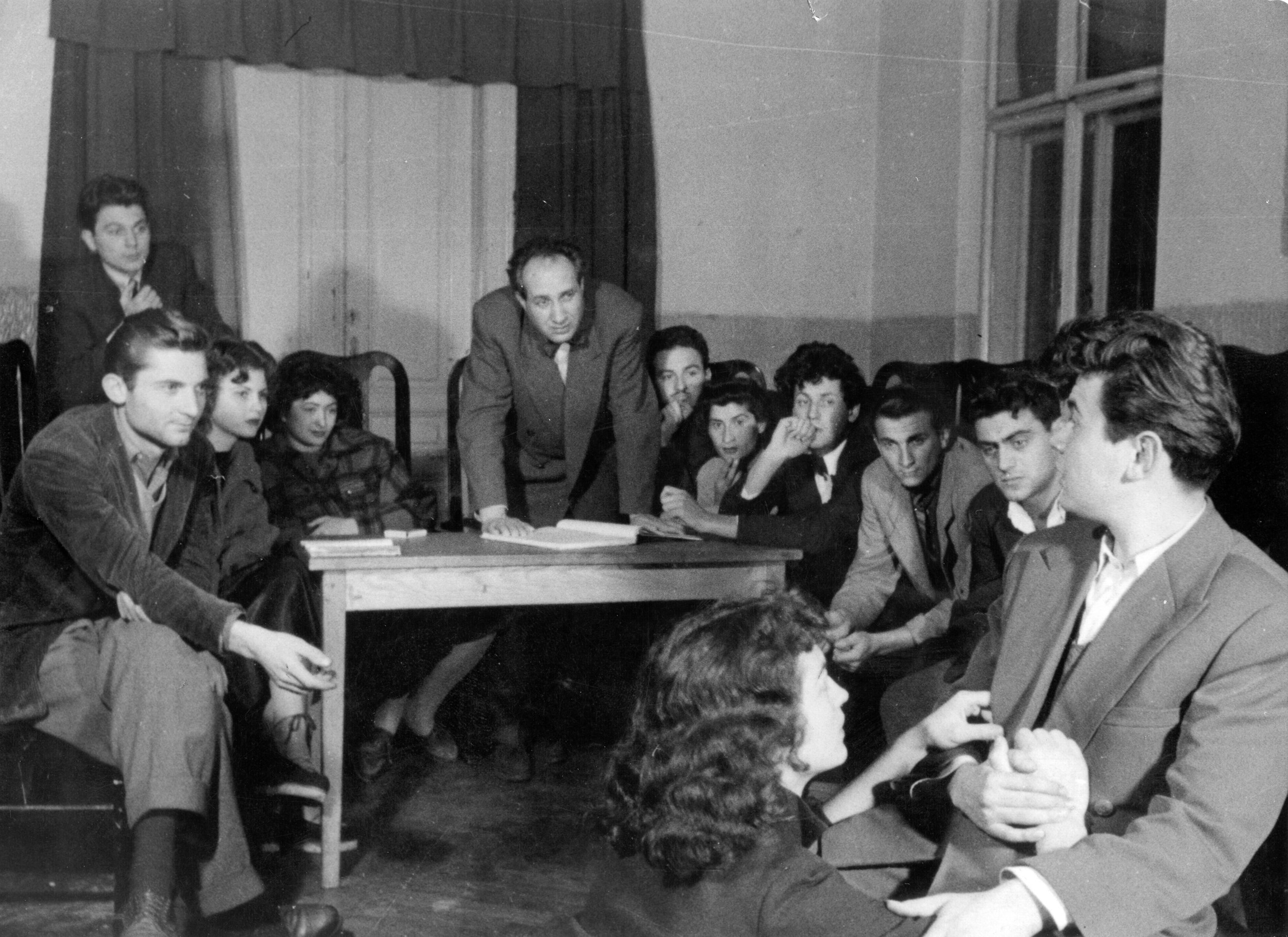
بلگراد، دانشکده هنرهای دراماتیک، کلاس کارگردانی تئاتر، سال ۱۹۵۳-۱۹۵۲

مدرسه فیلم (انگلیسی: Film school) یک مؤسسه آموزشی است که به آموزش جنبه‌های فیلم‌سازی، از جمله موضوعاتی مانند تولید فیلم، تئوری فیلم، تولید رسانه‌های دیجیتال و فیلمنامه‌نویسی اختصاص دارد. دوره‌های تاریخ سینما و آموزش فنی عملی معمولاً در اکثر برنامه‌های درسی مدرسه فیلم گنجانیده شده‌است. آموزش فنی ممکن است شامل آموزش استفاده و بهره‌برداری از دوربین‌ها، تجهیزات نورپردازی، نرم‌افزارهای ویرایش فیلم یا ویدئو، و سایر تجهیزات وابسته باشد. مدارس فیلم همچنین ممکن است شامل دوره‌ها و آموزش در موضوعاتی مانند نمایش تلویزیونی، پخش، مهندسی صدا، و پویانمایی. باشد.
مدرسه فیلم مسکو در سال ۱۹۱۹ با فیلم‌سازان روسی از جمله سرگئی آیزنشتاین، وسیوالاد پودوفکین، و لف کولشوف به عنوان هیئت علمی برای انتشار دیدگاه‌های بسیار متمایز خود در مورد هدف فیلم تأسیس شد.
یک مدرسه فیلم ممکن است بخشی از یک کالج یا دانشگاه دولتی یا خصوصی موجود یا بخشی از یک مؤسسه انتفاعی خصوصی باشد. بسته به اینکه آیا برنامه درسی یک مدرسه فیلم با قوانین تحصیلی برای اعطای مدرک مطابقت دارد یا خیر، تحصیلات تکمیلی در یک مدرسه سینمایی ممکن است با دریافت مدرک کارشناسی یا کارشناسی ارشد یا گواهی‌نامه به پایان برسد. برخی از مؤسسات، چه معتبر و چه غیر معتبر، برنامه‌های کارگاهی و هنرستانی کوتاه‌تری را همزمان با دوره‌های تحصیلی طولانی برپا می‌کنند.
نه تنها نوع دوره‌های ارائه شده، بلکه محتوا، هزینه و مدت دوره‌ها نیز بین مؤسسات بزرگتر و مدرسه‌های خصوصی تفاوت زیادی دارد. دانشگاه‌ها دوره‌های بین ۱ تا ۴ سال را ارائه می‌دهند که بیشتر آنها ۳ تا ۴ سال به درازا می‌کشد. برعکس، مدارس فیلم بر دوره‌های فنی کوتاه‌تر ۱ یا ۲ ساله متمرکزند.